# Gumillea
Gumillea es un género monotípico de plantas con flores perteneciente a la familia Cunoniaceae. Su única especie: Gumillea auriculata Ruiz & Pav., es originaria de Perú.

## Taxonomía
Gumillea auriculata fue descrito por Ruiz & Pav.  y publicado en Systema Vegetabilium Florae Peruvianae et Chilensis 74. 1798.